# Aeródromo Esperanza
El Aeródromo Esperanza (OACI: SCLS) es un terminal aéreo ubicado 25 kilómetros al este de Lautaro, Provincia de Cautín, Región de la Araucanía, Chile. Es de propiedad privada.